# Eremosphodrus caspicus
Eremosphodrus caspicus is een keversoort uit de familie loopkevers (Carabidae). De wetenschappelijke naam van de soort is voor het eerst geldig gepubliceerd in 1909 door A. Semenov.